# 莲花乡 (新田县)
莲花乡，是中华人民共和国湖南省永州市新田县下辖的一个乡镇级行政单位。

## 行政区划
莲花乡下辖以下地区：
上户村、下户村、双溪岭村、岗上村、新屋场村、瓦窑头村、大源冲村、兰田村、南塘村、小源村和社门口村。